# Rogers Cup 2011
Canada Masters 2011 (також відомий під назвою Rogers Cup 2011 presented by National Bank і Rogers Cup 2011 за назвою спонсора) — тенісний турнір, що проходив на відкритих кортах з твердим покриттям (Канада). Це був 122-й за ліком Мастерс Канада серед чоловіків і 110-й - серед жінок. Належав до категорії Мастерс у рамках Туру ATP 2011, а також до категорії Premier у рамках Туру WTA 2011. Жіночі змагання відбулись у Rexall Centre у Торонто (Канада), а чоловічі - на Uniprix Stadium у Монреалі (Канада) з 8 до 14 серпня 2011 року.

## Фінальна частина

### Чоловіки. Одиночний розряд
Новак Джокович —  Марді Фіш, 6–2, 3–6, 6–4
- Для Джоковича це був 9-й титул за сезон і 27-й - за кар'єру. Це був його 5-й титул Masters 1000 за сезон і 10-й - за кар'єру. Це була його друга перемога на Rogers Cup (перша була 2007 року). [3]

### Одиночний розряд. Жінки
Серена Вільямс —  Саманта Стосур, 6–4, 6–2
- Для Вільямс це був 2-й титул за сезон і 39-й — за кар'єру. Це був її 2-й титул у Канаді (перший був 2001 року).

### Парний розряд. Чоловіки
Мікаель Льодра /  Ненад Зімоньїч —  Боб Браян /  Майк Браян, 6–4, 6–7(5–7), [10–5]

### Парний розряд. Жінки
Лізель Губер /  Ліза Реймонд —  Вікторія Азаренко /  Марія Кириленко, без гри 

## Очки і призові

### Нарахування очок
| Stage                  | Чоловіки, одиночний розряд | Чоловіки, парний розряд | Жінки, одиночний розряд | Жінки, парний розряд |
| ---------------------- | -------------------------- | ----------------------- | ----------------------- | -------------------- |
| Чемпіон                | 1000                       | 1000                    | 900                     | 900                  |
| Фіналіст               | 600                        | 600                     | 620                     | 620                  |
| півфінал               | 360                        | 360                     | 395                     | 395                  |
| чвертьфінал            | 180                        | 180                     | 225                     | 225                  |
| 1/8 фіналу             | 90                         | 90                      | 125                     | 125                  |
| 1/16 фіналу            | 45                         | 10                      | 70                      | 1                    |
| Round of 64            | 10                         | –                       | 1                       | –                    |
| кваліфаєр              | 25                         | –                       | 30                      | –                    |
| фіналіст кваліфікації  | 14                         | –                       | 12                      | –                    |
| 1-й раунд кваліфікації | -                          | –                       | 1                       | –                    |

### Призові гроші
Всі гроші подано в канадських доларах:
| Stage                | Чоловіки, одиночний розряд | Чоловіки, парний розряд | Жінки, одиночний розряд | Жінки, парний розряд |
| -------------------- | -------------------------- | ----------------------- | ----------------------- | -------------------- |
| Чемпіон              | $450,000                   | $140,000                | $360,000                | $100,000             |
| Фіналіст             | $224,000                   | $70,000                 | $180,000                | $50,000              |
| півфінал             | $114,825                   | $35,500                 | $90,000                 | $25,000              |
| чвертьфінал          | $59,700                    | $18,470                 | $41,450                 | $12,500              |
| 1/8 фіналу           | $31,280                    | $9,690                  | $20,550                 | $6,250               |
| 1/16 фіналу          | $16,370                    | $5,090                  | $10,575                 | $3,170               |
| 1/32 фіналу          | $8,570                     | –                       | $5,500                  | –                    |
| Фінал кваліфікації   | $2,000                     | –                       | $1,995                  | –                    |
| 1 раунд кваліфікації | $1,000                     | –                       | $1,035                  | –                    |

## Учасники

### Сіяні учасники
| Країна          | Гравець                | Рейтинг[a] | Сіяний[b] |
| --------------- | ---------------------- | ---------- | --------- |
| Сербія          | Новак Джокович         | 1          | 1         |
| Іспанія         | Рафаель Надаль         | 2          | 2         |
| Швейцарія       | Роджер Федерер         | 3          | 3         |
| Велика Британія | Енді Маррей            | 4          | 4         |
| Франція         | Гаель Монфіс           | 7          | 5         |
| США             | Марді Фіш              | 8          | 6         |
| Чехія           | Томаш Бердих           | 9          | 7         |
| Іспанія         | Ніколас Альмагро       | 10         | 8         |
| Франція         | Жиль Сімон             | 11         | 9         |
| Франція         | Рішар Гаске            | 13         | 10        |
| Росія           | Михайло Южний          | 14         | 11        |
| Сербія          | Віктор Троїцький       | 15         | 12        |
| Франція         | Джо-Вілфрід Тсонга     | 16         | 13        |
| Швейцарія       | Станіслас Вавринка     | 17         | 14        |
| Іспанія         | Фернандо Вердаско      | 19         | 15        |
| Аргентина       | Хуан Мартін дель Потро | 20         | 16        |

- Рейтинг подано станом на 1 серпня 2011 року.

### Інші учасники
Нижче подано учасників, що отримали вайлд-кард на вихід в основну сітку:
- Érik Chvojka
- Ернестс Гульбіс
- Вашек Поспішил
- Бернард Томіч

Нижче наведено гравців, які пробились в основну сітку через стадію кваліфікації:
- Алекс Богомолов мол.
- Флавіо Чіполла
- Алехандро Фалья
- Тобіас Камке
- Філіпп Пецшнер
- Майкл Расселл
- Майкл Яні

Нижче наведено гравців, які потрапили в основну сітку як щасливий лузер:
- Лу Єн-Сун

### Відмовились від участі
- Давид Феррер (травма зап'ястка)
- Гільєрмо Гарсія-Лопес (апендицит) [8]
- Ксав'є Малісс (особисті причини) [8]
- Юрген Мельцер (quad injury) [8]
- Пітер Поланскі (травма пахвини) [8]
- Мілош Раоніч (травма стегна) [9]
- Енді Роддік (oblique injury) [8]
- Робін Содерлінг (травма зап'ястка) [8]

## Учасниці

### Сіяні пари
| Країна     | Гравчиня               | Рейтинг | Сіяна |
| ---------- | ---------------------- | ------- | ----- |
| Данія      | Каролін Возняцкі       | 1       | 1     |
| Бельгія    | Кім Клейстерс          | 2       | 2     |
| Росія      | Віра Звонарьова        | 3       | 3     |
| Білорусь   | Вікторія Азаренко      | 4       | 4     |
| Росія      | Марія Шарапова         | 5       | 5     |
| КНР        | Лі На                  | 6       | 6     |
| Чехія      | Петра Квітова          | 7       | 7     |
| Італія     | Франческа Ск'явоне     | 8       | 8     |
| Франція    | Маріон Бартолі         | 9       | 9     |
| Австралія  | Саманта Стосур         | 10      | 10    |
| Німеччина  | Андреа Петкович        | 11      | 11    |
| Росія      | Світлана Кузнецова     | 12      | 12    |
| Польща     | Агнешка Радванська     | 13      | 13    |
| Росія      | Анастасія Павлюченкова | 14      | 14    |
| Сербія     | Єлена Янкович          | 15      | 15    |
| Словаччина | Домініка Цібулкова     | 16      | 16    |

- Рейтинг подано станом на 1 серпня 2011 року.

### Інші учасниці
Нижче подано учасниць, що отримали вайлд-кард на вихід в основну сітку
- Ежені Бушар
- Стефані Дюбуа
- Александра Возняк

Нижче наведено гравчинь, які пробились в основну сітку через стадію кваліфікації:
- Грета Арн
- Івета Бенешова
- Альберта Бріанті
- Сімона Халеп
- Полона Герцог
- Бояна Йовановські
- Петра Мартич
- Марія Хосе Мартінес Санчес
- Галина Воскобоєва
- Катрін Верле
- Ч Шуай
- Чжен Цзє

Нижче наведено гравчинь, які потрапили в основну сітку як щасливий лузер:
- Лурдес Домінгес Ліно

### Відмовились від участі
- Вінус Вільямс (вірусна хвороба) [10]